# ヴェルナー・シュラガー
ヴェルナー・シュラガー（Werner Schlager, 1972年9月28日- ）は、オーストリア・ニーダーエスターライヒ州ウィーナー・ノイシュタット出身の卓球選手。第47回世界卓球選手権パリ大会男子シングルス優勝者。

## 略歴
父親の影響で5歳から卓球を始める。幼い頃は卓球とともにサッカーもやっていたが、10代前半から卓球に専念するようになった。オーストリア国内でジュニアチャンピオンになった後、18歳の時にオーストリア代表チームに入る。フルタイムでの練習環境を確保するために軍に所属し、それとともににITTFプロツアーなどの国際大会に積極的に参加して実力を高めていった。世界的には無名であったが、20代中盤から頭角を現し世界のトップへと成長を遂げた遅咲きの選手である。
1999年の世界選手権アイントホーフェン大会男子シングルスでは、偉関晴光、ダミアン・エロワ、ゾラン・プリモラッツを破り、3位に入賞し、オーストリア選手としては51年ぶりにメダルを獲得した。2003年の世界選手権パリ大会男子シングルスで優勝し、オーストリアに65年ぶり（男子シングルスとしては66年ぶり）のタイトルをもたらし、その年のオーストリアの年間最優秀スポーツ選手に選ばれ、記念切手まで作られた。
コンピュータに詳しく、自分でハードウェアを組み立てるのを趣味としている。
1995年～2006年に掛けてオーストリア選手権男子シングルスを12連覇している。
2011年の世界選手権ロッテルダム大会を首の負傷により棄権している。
第52回世界選手権パリ大会以降、オーストリア代表から退いていたシュラガーだったが、2016年、第53回世界選手権クアラルンプール大会を前にダニエル・ハベソーンが欠場したため、代役として代表に復帰した。

## プレースタイル
前中陣に位置取り、クセのある予測しにくいフォームから両ハンドを的確にコースを狙って打ち分ける。先手を取られた時もほとんど下がらずに前でリスキーなカウンターを狙い、通常のヨーロッパ選手のように中後陣で打ち合う展開はあまり見られない。またサービスの名手としても知られ、一般的な順横回転やYGサービスなどと、多彩かつ強烈なスピンのかかったサービスを操る。

## 主な戦績
- 1998年
  - ヨーロッパ選手権アイントホーフェン大会 男子ダブルス ベスト4
- 1999年
  - 第45回世界選手権アイントホーフェン大会 男子シングルス3位
  - 男子ワールドカップ 準優勝
  - ITTFプロツアー・グランドファイナル 男子シングルス3位、男子ダブルス3位
- 2000年
  - シドニーオリンピック 男子シングルス ベスト8
  - ヨーロッパ選手権ブレーメン大会 男子ダブルス ベスト4
  - ヨーロッパトップ12 優勝
- 2002年
  - 男子ワールドカップ（済南） 4位
  - ヨーロッパ選手権ザグレブ大会 男子シングルス ベスト4、混合ダブルス ベスト4（リュウ・ジャと）
- 2003年
  - 第47回世界選手権パリ大会 男子シングルス優勝
  - ヨーロッパ選手権クールマイヨール大会 男子ダブルス ベスト4、混合ダブルス優勝（クリスティナ・トートと）
  - ヨーロッパトップ12 ベスト4
- 2004年
  - ヨーロッパトップ12 準優勝
- 2005年
  - ヨーロッパ選手権オーフス大会 男子ダブルス優勝、混合ダブルス ベスト4（リュウ・ジャと）、男子団体準優勝
- 2006年
  - ヨーロッパトップ12 準優勝
- 2007年
  - ヨーロッパ選手権ベオグラード大会 男子ダブルス ベスト4（パトリック・シーラと）
- 2008年
  - ヨーロッパ選手権サンクトペテルブルク大会 男子シングルス ベスト4、男子ダブルス準優勝（トリンコ・ケーンと）、男子団体ベスト4
  - ヨーロッパトップ12 優勝
- 2009年
  - ヨーロッパ選手権シュトゥットガルト大会 男子シングルス準優勝
- 2010年
  - ヨーロッパ選手権オストラヴァ大会 男子シングルス ベスト4
- 2011年
  - ヨーロッパトップ12 ベスト4